# Plagiothecium entodontella
Plagiothecium entodontella là một loài rêu trong họ Plagiotheciaceae. Loài này được Broth. ex Dixon mô tả khoa học đầu tiên năm 1935.